# 広田村 (兵庫県)
広田村（ひろたむら）は、兵庫県三原郡にあった村。現在の南あわじ市広田中筋、広田広田、中条中筋、中条徳原、中条広田、山添および洲本市納・鮎屋にあたる。

## 地理
- 山岳：感応寺山
- 河川 ： 初尾川、鮎屋川

## 歴史
- 1889年（明治22年）4月1日 - 町村制の施行により、広田村・中条村・納村・山添村の区域をもって発足。
- 1957年（昭和32年）7月5日 - 大字納組・中条鮎屋組を洲本市に編入。
- 1957年（昭和32年）7月10日 - 倭文村と合併して緑村が発足。同日広田村廃止。

## 交通

### 鉄道路線
- 淡路交通
  - 鉄道線：淡路広田駅

### 道路
- 国道28号

現在は旧村域に神戸淡路鳴門自動車道の洲本インターチェンジ・緑パーキングエリアが所在するが、当時は未開通。